# Аргамаков, Константин Фёдорович
Константи́н Фёдорович Аргамако́в (1836—1907) — комендант Свеаборга, почётный опекун, генерал-лейтенант, действительный тайный советник.

## Биография
Аргамаков родился 1 марта 1836 года, происходил из дворян Петербургской губернии и был сыном полковника Фёдора Исаевича Аргамакова.
Получив образование в 1-м кадетском корпусе, 11 июня 1855 года выпущен с чином прапорщика в лейб-гвардии Павловский полк. Поступив в Николаевскую академию Генерального штаба, Аргамаков успешно окончил её в 1859 году, 30 августа следующего года был произведён в подпоручики, а 12 января 1861 года переведён в Генеральный штаб с чином поручика.
Получив вскоре чин штабс-капитана (30 августа), Аргамаков 19 сентября 1861 года был назначен старшим адъютантом штаба Отдельного корпуса внутренней стражи, а 1 сентября 1864 года переведён на ту же должность в штаб местных войск Петербургского военного округа. 19 апреля 1864 года произведён в капитаны. 13 октября 1866 года назначен штаб-офицером для поручений при штабе войск гвардии и Петербургского военного округа, а два года спустя, 2 августа 1868 года — старшим адъютантом того же штаба и 17 апреля 1867 года произведён в подполковники.
1 февраля 1870 года Аргамаков занял должность начальника штаба 1-й гвардейской кавалерийской дивизии и 17 марта того же года был произведён в полковники. Пробыв в должности начальника штаба дивизии 10 лет, 30 сентября 1880 года он был назначен состоять для особых поручений при командующем войсками гвардии и Петербургского округа, через полгода (24 января 1881 года) произведён в генерал-майоры, а после вступления на престол Александра III зачислен в Свиту (2 марта 1881 года).
22 октября 1885 года Аргамаков получил 2-ю бригаду 37-й пехотной дивизии, которой командовал до 28 апреля 1893 года, когда был назначен комендантом Свеаборгской крепости. Оставаясь на посту коменданта в течение 10 лет, он получил чин генерал-лейтенанта (30 августа 1893 года) и в 1896 году — орден Белого орла и знак отличия за XL лет беспорочной службы.
27 марта 1903 года Николай II уволил Аргамакова от должности коменданта Свеаборга, переименовав в тайные советники и назначив почётным опекуном Петербургского присутствия Опекунского совета учреждений императрицы Марии. Год спустя, 28 марта 1904 года, Аргамаков был произведён в действительные тайные советники, а в 1906 году получил орден Святого Александра Невского. В качестве почётного опекуна являлся председателем Совета Института императрицы Марии (1904—1906).
Аргамаков скончался в Санкт-Петербурге 16 марта 1907 года и был похоронен на Никольском кладбище Александро-Невской лавры.

## Семья
Супруга Аргамакова Мария Ивановна на протяжении многих лет была начальницей Практической школы женских рукоделий в Санкт-Петербурге, являлась учредительницей и первой председательницей правления (в 1892 — 1901 годах) Санкт-Петербургского общества поощрения женского художественно-ремесленного труда, входила в состав Кустарного комитета Главного управления землеустройства и земледелия.
Его младший брат Василий Фёдорович Аргамаков был генерал-майором и с отличием участвовал в Русско-турецкой войне 1877 — 1878 годов; другой брат, генерал-майор в отставке Николай Фёдорович, был смотрителем здания Офицерского собрания армии и флота (Санкт-Петербург).

## Награды
За свою службу Аргамаков был награждён многочисленными орденами, в их числе:
- Орден Святого Станислава 2-й степени (1863 год)
- Орден Святой Анны 2-й степени (1871 год)
- Орден Святого Владимира 4-й степени (1873 год)
- Австрийский орден Железной короны 2-й степени (1874 год)
- Орден Святого Владимира 3-й степени (1876 год)
- Орден Святого Станислава 1-й степени (1883 год)
- Орден Святой Анны 1-й степени (1887 год)
- Орден Святого Станислава 2-й степени (1890 год)
- Прусский орден Красного Орла 2-й степени со звездой (1890 год)
- Орден Белого орла (14 мая 1896 года)
- Орден Святого Александра Невского (2 апреля 1906 года)